# 1992 في النرويج
فيما يلي قوائم الأحداث التي وقعت خلال عام 1992 في النرويج.

## سياسة

### تعيين في المنصب
- 11 سبتمبر – داغ أندرسون وزير دولة [الإنجليزية]‏.

### انتهاء فترة المنصب
- 13 نوفمبر – داغ أندرسون وزير دولة [الإنجليزية]‏.

## مواليد

### يناير
- 15 يناير – جوشوا كينغ لاعب كرة قدم نرويجي.

### يوليو
- 25 يوليو – ماركوس هنريكسن لاعب كرة قدم نرويجي.

### أغسطس
- 7 أغسطس – واهلكويست بكين هيجي لاعبة كرة يد نرويجية.
- 17 أغسطس – هارالد رينكيند لاعب كرة يد نرويجي.

### ديسمبر
- 16 ديسمبر – ألريكك إيكري لاعبة كرة مضرب نرويجية.

## وفيات

### مايو
- 10 مايو – ويرنر نيلسين (مواليد 1904)